# KFC Marke
KFC Marke is een voetbalvereniging uit Marke, West-Vlaanderen, België.

## Geschiedenis
De club werd in 1914 opgericht door Jerome Ostijn en enkele vrienden. Deze beslissing werd gemaakt in de herberg "De Belle-Vue" te Marke. In de beginjaren van de club, was de basis van het voetbal vooral liefhebberij. Een ander lokaal ploegje, in de volksmond de "Kapelletjesclub" genoemd, hield al snel op met bestaan. Tijdens de Eerste Wereldoorlog viel het voetbal stil. Nadien, in 1922, werd de club terug tot leven gebracht. In 1924 werd de ploeg ook officieel, wanneer deze zich aansloot bij de Koninklijke Belgische Voetbalbond. Men koos voor de kleuren groen-zwart, inspiratie haalde men bij Cercle Brugge. De club kende een onderbreking van 1928 tot 1935, door een gebrek aan spelers. De club speelde toen in vierde provinciale, maar promoveerde in het jaar 1937 tot derde provinciale. In het jaar 1937 - 1938 speelde de club kampioen. Tijdens de Tweede Wereldoorlog kende KFC Marke opnieuw een onderbreking, waarna men de draad terug oppakte in 1945. De vereniging veranderde verschillende malen van veld en clubhuis. Ook speelde de club verschillende jaren in zowel vierde, derde als tweede provinciale. In 1963 werd een vzw opgericht.

## 2018 - heden
Sinds 2020 speelt de vereniging in derde provinciale met de A-kern, en sinds 2021 in vierde provinciale met de B-kern op het sportterrein van het Olympiadeplein te Marke.
Momenteel bestaat de club in totaal uit zo'n 350 leden. Voor de jeugd zijn er leeftijdscategorieën U6 tot en met U13, U15, U17 en U21. Daarnaast is er ook een categorie voor de seniors met een beloftenploeg, B-kern en A-kern.
In het seizoen 2023-24 promoveerde FC Marke naar 1e Provinciale, door tweede te worden in de eindronde voor promotie. 

## Resultaten
| Seizoen | Klasse | Klasse | Klasse | Klasse | Klasse | Klasse | Klasse | Klasse | Klasse | Reeks                                                    | Punten                                                   | Opmerkingen                                              |
|         | 1A     | 1B     | 1Am    | 2Am    | 3Am    | P.I    | P.II   | P.III  | P.IV   | Vanaf 2016-17 zijn er 3 nationale en 2 regionale niveaus | Vanaf 2016-17 zijn er 3 nationale en 2 regionale niveaus | Vanaf 2016-17 zijn er 3 nationale en 2 regionale niveaus |
| ------- | ------ | ------ | ------ | ------ | ------ | ------ | ------ | ------ | ------ | -------------------------------------------------------- | -------------------------------------------------------- | -------------------------------------------------------- |
| 2016/17 |        |        |        |        |        |        |        |        | 15     | Vierde prov. W.-Vl. C                                    | 27                                                       |                                                          |
| 2017/18 |        |        |        |        |        |        |        |        | 13     | Vierde prov. W.-Vl. C                                    | 41                                                       |                                                          |
| 2018/19 |        |        |        |        |        |        |        |        | 6      | Vierde prov. W.-Vl. C                                    | 46                                                       |                                                          |
| 2019/20 |        |        |        |        |        |        |        |        | 4      | Vierde prov. W.-Vl. C                                    | 50                                                       | Promotie via eindronde                                   |
| 2020/21 |        |        |        |        |        |        |        | -      |        | Derde prov. W.-Vl. C                                     | -                                                        | Geschrapt wegens de Coronacrisis.                        |
| 2021/22 |        |        |        |        |        |        |        | 8      |        | Derde prov. W.-Vl. C                                     | 48                                                       |                                                          |
| 2022/23 |        |        |        |        |        |        |        | 5      |        | Derde prov. W.-Vl. C                                     | 50                                                       | Promotie via eindronde                                   |
| 2023/24 |        |        |        |        |        |        | 5      |        |        | Tweede prov. W.-Vl. B                                    | 47                                                       | Promotie via eindronde                                   |
| 2024/25 |        |        |        |        |        | 6      |        |        |        | Eerste prov. W.-Vl.                                      | 45                                                       |                                                          |
| 2025/26 |        |        |        |        |        |        |        |        |        | Eerste prov. W.-Vl.                                      |                                                          |                                                          |